# Chionaema okinawana
Chionaema okinawana là một loài bướm đêm thuộc phân họ Arctiinae, họ Erebidae.